# Křídla přírody
Křídla přírody (francouzsky Les Ailes de la Nature) je čtyřdílný francouzský dokumentární cyklus. Každý díl je dlouhý asi hodinu a celý seriál má přiblížit ptáky a jejich život. Celkem má seriál čtyři epizody: Jak se cyklus natáčel, Jaro a léto, Podzim a zima a Mořští ptáci. Českou premiéru měl poté na ČT1.